# Werner Eschauer
Werner Eschauer (* 26. April 1974 in Hollenstein, Niederösterreich) ist ein ehemaliger österreichischer Tennisspieler.

## Karriere
Auf der ATP Tour brachte es Eschauer, der seit 1995 als Profi aktiv war, anfangs nur auf mittelmäßige Ergebnisse. Aufgrund seines schlechten Rankings war er für größere ATP-Turniere nicht spielberechtigt. Die meiste Zeit spielte er auf der Challenger-Ebene, wo er recht erfolgreich agierte, was ihm auch die Teilnahme an Grand-Slam Turnieren ermöglichte. So konnte er 2000 u. a. die zweite Runde von Roland Garros erreichen. 2001 gelang ihm beim ATP-Turnier in München mit 6:7 (2:7), 7:5, 6:3 ein hart umkämpfter Sieg über den ehemaligen russischen Weltranglistenersten Jewgeni Kafelnikow. Beim Turnier in Gstaad besiegte er in der ersten Runde Albert Costa. 2003 erreichte er beim ATP-Turnier in Kitzbühel nach Siegen über Alexander Waske und Àlex Corretja die dritte Runde, wo er gegen Gastón Gaudio mit 4:6, 6:3 und 4:6 unterlag.
Im Juli 2007 verzeichnete er im niederländischen Amersfoort sein bislang bestes Abschneiden auf der ATP Tour. Nach Siegen über Nicolás Almagro und Raemon Sluiter zog er ins Viertelfinale ein. Dort traf er auf die ehemalige Nummer eins, Carlos Moyá, den er in einem zweieinhalbstündigen Match, welches nach dem ersten Satz wegen Regens unterbrochen worden war, mit 6:7 (4:7), 6:4 und 6:4 besiegte. Nach einem weiteren Sieg, gegen Robin Haase, verlor Eschauer im Finale gegen den Qualifikanten Steve Darcis mit 1:6, 6:7 (1:7). Neben seinem weitesten Vordringen bei einem ATP-Turnier, erreichte Eschauer mit Platz 52 am 27. August 2007 in der Weltrangliste sein bestes Karriereranking.
Aufgrund dieser Erfolge, zu denen vier Titelgewinne in der Saison 2007 auf der Challenger Tour hinzukamen, stand er mehrfach in Hauptfelder bei Grand-Slam-Turnieren. Bei den French Open erreichte er die zweite Runde. Auch in Wimbledon kam er mit einem Erfolg über Rubén Ramírez Hidalgo in die zweite Runde, scheiterte dann aber an dem späteren Finalisten Rafael Nadal in nur 96. Minuten mit 2:6, 4:6 und 1:6. Beim Turnier in Gstaad im Juli konnte Eschauer nach einem Sieg gegen Michael Lammer (6:2, 4:6, 6:2) das Achtelfinale erreichen, in welchem er aber Marc Gicquel in zwei Sätzen unterlag.
Die Saison 2008 verlief im Einzel dagegen recht erfolglos. Im Doppel gelang ihm im Februar in Buenos Aires erstmals der Einzug ins Finale. An der Seite von Peter Luczak unterlag er dort Agustín Calleri und Luis Horna in drei Sätzen. 2009 beendete Eschauer seine Karriere, in deren Verlauf er insgesamt zehn Titel auf der Challenger Tour gewann.
2011 begann er als Tennistrainer zu arbeiten. Neben Jürgen Melzer betreute Eschauer ab April 2016 auch dessen Bruder Gerald.
Im Dezember 2019 sprach Eschauer zusammen mit dem aktiven Spieler Philipp Oswald im Rahmen des Wettskandals im Herrentennis von mehreren Versuchen, ihn für Spielmanipulationen zu gewinnen.

### Davis Cup
Werner Eschauer bestritt 2007 und 2008 jeweils eine Begegnung für die österreichische Davis-Cup-Mannschaft. Vom 21. bis 23. September 2007 traf Österreich im Kampf um den Klassenerhalt in der Weltgruppe, in Innsbruck, auf Brasilien. Eschauer bestritt dabei die letzte Partie gegen André Sá, welche er mit 4:6 und 3:6 verlor. Die zweite Niederlage resultierte aus der „dead-rubber“-Partie gegen Bob Bryan in der Begegnungen gegen die Vereinigten Staaten.

## Erfolge
| Legende (Anzahl der Siege)  |
| Grand Slam                  |
| ATP World Tour Finals       |
| ATP World Tour Masters 1000 |
| ATP World Tour 500          |
| ATP World Tour 250          |
| ATP Challenger Tour (12)    |

### Einzel

#### Turniersiege
| Nr. | Datum              | Turnier      | Belag         | Finalgegner      | Ergebnis        |
| --- | ------------------ | ------------ | ------------- | ---------------- | --------------- |
| 1.  | 8. Oktober 2000    | Tanger       | Sand          | Nicolas Thomann  | 6:4, 6:3        |
| 2.  | 27. Oktober 2002   | Seoul        | Hartplatz     | Igor Kunizyn     | 6:2 aufgg.      |
| 3.  | 22. Juni 2003      | Braunschweig | Sand          | Igor Andrejew    | 6:1, 7:62       |
| 4.  | 28. August 2005    | Genf         | Sand          | Damián Patriarca | 6:3, 6:1        |
| 5.  | 23. April 2006     | Chiasso (1)  | Sand          | Simon Greul      | 6:1, 6:2        |
| 6.  | 10. September 2006 | Kranj        | Sand          | Gorka Fraile     | 6:1, 6:0        |
| 7.  | 11. Februar 2007   | Breslau      | Hartplatz (i) | Tomáš Zíb        | 5:7, 6:4, 6:4   |
| 8.  | 8. April 2007      | Monza        | Sand          | Jan Hájek        | 6:0, 3:0 aufgg. |
| 9.  | 15. April 2007     | Chiasso (2)  | Sand          | Michael Berrer   | 6:3, 6:2        |
| 10. | 17. Juni 2007      | Lugano       | Sand          | Jiří Vaněk       | 6:4, 4:6, 7:62  |

#### Finalteilnahmen
| Nr. | Datum         | Turnier    | Belag | Finalgegner  | Ergebnis  |
| --- | ------------- | ---------- | ----- | ------------ | --------- |
| 1.  | 22. Juli 2007 | Amersfoort | Sand  | Steve Darcis | 1:6, 6:71 |

### Doppel

#### Turniersiege
| Nr. | Datum             | Turnier | Belag     | Partner            | Finalgegner                          | Ergebnis       |
| --- | ----------------- | ------- | --------- | ------------------ | ------------------------------------ | -------------- |
| 1.  | 10. Oktober 2004  | Rom     | Sand      | Florin Mergea      | Francesco Aldi Francesco Piccari     | 6:75, 6:3, 6:0 |
| 2.  | 20. November 2005 | Puebla  | Hartplatz | Alexander Satschko | Santiago González Alejandro González | 6:1, 6:4       |

#### Finalteilnahmen
| Nr. | Datum            | Turnier      | Belag | Partner      | Finalgegner                | Ergebnis          |
| --- | ---------------- | ------------ | ----- | ------------ | -------------------------- | ----------------- |
| 1.  | 24. Februar 2008 | Buenos Aires | Sand  | Peter Luczak | Agustín Calleri Luis Horna | 0:6, 7:65, [2:10] |